# Populus jackii
Populus jackii är en videväxtart som beskrevs av Charles Sprague Sargent. Populus jackii ingår i släktet popplar, och familjen videväxter. Inga underarter finns listade i Catalogue of Life.